# Raumschaft Schramberg
La Raumschaft Schramberg est un toponyme de la géographie politique allemande, désignant les environs de Schramberg, en Forêt-Noire. Ce toponyme se base sur le toponyme historique de la Herrschaft Schramberg. Le centre administratif, politique, économique et culturel est la ville de Schramberg. Il existe une revue de histoire et de géographie régionale, qui est consacrée à la Raumschaft Schramberg : la D'Kräz.

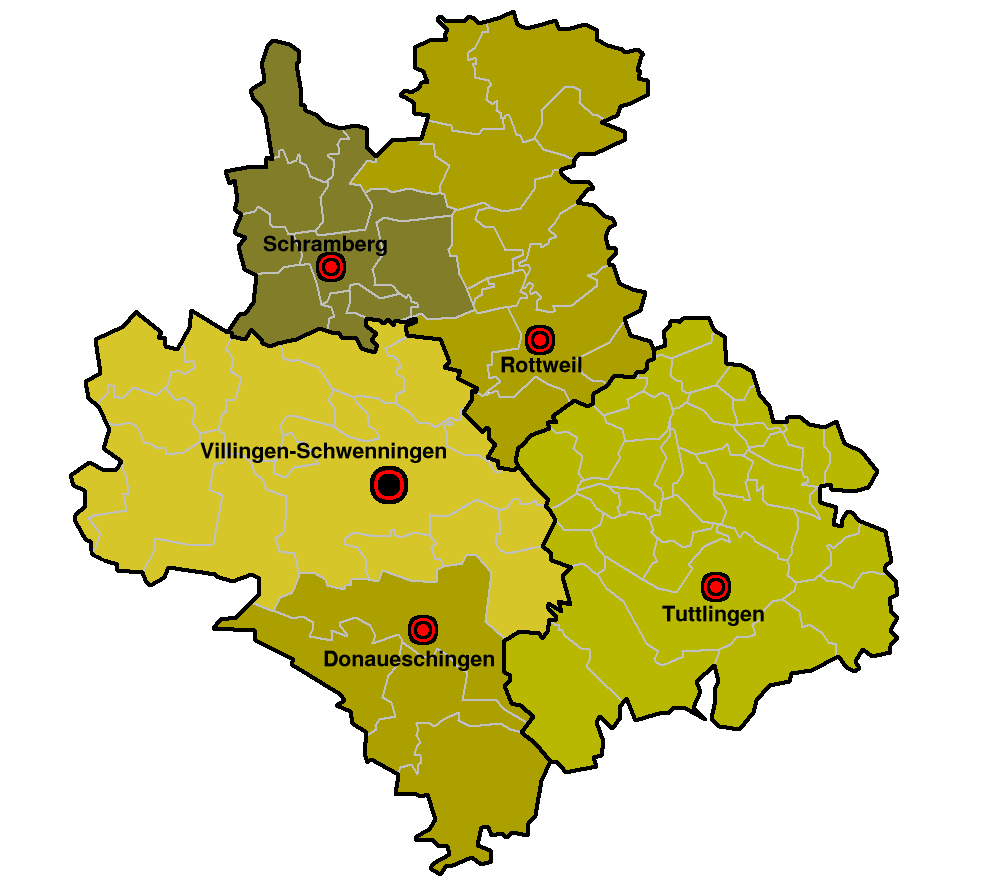
Carte de la Raumschaft Schramberg dans la région Schwarzwald-Baar-Heuberg.

Le terme « Raumschaft Schramberg » est aussi un synonyme de « Mittelbereich Schramberg », un terme utiliser pour désigner une région d’aménagement du territoire. Elle comprend environ 44 000 habitants en 2011.